# Cató el Censor
Marc Porci Cató (llatí: Marcus Porcius M. f. M. n. Cato; Túsculum, 234 aC - 149 aC) va ser un polític, militar i escriptor romà de família plebea. Posteriorment també seria anomenat Cató el Vell (llatí: Cato Maior) i Cató el Censor (Cato Censorius), per distingir-lo del seu besnet. Segons Plutarc, inicialment era conegut com a Marc Porci Prisc, i hauria adquirit el nom de Cató per la seva intel·ligència en afers polítics civils. Ciceró diu que de vell hom l'anomenava Sapiens, que es va considerar quasi un cognom. Va destacar per les seves virtuts militars durant la Segona Guerra Púnica. Acabada la guerra va administrar la seva hisenda amb uns mètodes que han arribat fins a nosaltres i són considerats exemples de bona i austera administració.

## Joventut
Fill d'una família d'origen molt humil plebea, fill i net de soldats amb fama de valents (els dos amb el nom de Marc Porci), es va quedar orfe de molt jove, havent de dedicar-se per sobreviure al conreu d'unes terres obtingudes per herència del seu pare a territori sabí on va viure la seva joventut. D'aquí li vingué la gran afecció per l'agricultura, que no va deixar mai. De fet, en plenes campanyes, Cató sempre aprofitava els moments de pau per a retornar a casa seva on es dedicava al conreu de les seves terres, braç a braç amb els seus esclaus. Els èxits militars del seu veí Marc Curi Dentat van influir en el seu caràcter. Sovint va arbitrar disputes entre veïns o va fer d'advocat local i va practicar l'oratòria.

## Ascens militar
Als disset anys (217 aC) es va incorporar a la milícia contra Hanníbal sota el comandament de Fabi Màxim. La seva escalada fou impressionant.
El 214 aC va servir a Càpua. El 209 aC era al setge de Tarant amb el seu amic Fabi Màxim, que havia conegut íntimament a Càpua, i amb qui es va allotjar a casa del seu amic Nearc de Tarant. El 207 aC fou un dels que va acompanyar al cònsol Claudi Neró en la seva campanya a Lucània i va contribuir a la victòria de Sena al Metaure, on va morir Hàsdrubal Barca.
Prop de la seva granja hi havia la de Luci Valeri Flac, d'una família patrícia de considerable influència que es va adonar dels talents militars de Cató i de la seva vida frugal i simple que va considerar exemple del caràcter romà. Els joves tendien a formar un partit oposat als vells patricis que fins llavors tenien el monopoli dels càrrecs de l'estat i no els exercien amb la deguda eficàcia. Marcel de la família dels Escipions, i els Flaminis n'eren exemples, i els amics de Cató, Fabi Màxim i Valeri Flac els líders d'aquest partit. Fou aquest darrer el que va introduir Cató a la política i així Cató va començar a fer discursos al fòrum.
El 205 aC fou nomenat qüestor i el 204 aC va exercir aquesta magistratura i va anar amb Publi Corneli Escipió Africà a Sicília; quan Escipió va aconseguir el trasllat de les forces romanes de Sicília a Àfrica. Cató i Leli foren encarregats de la flota de transport. Fabi Màxim s'oposava al desembarcament a Àfrica i Cató va seguir les directrius del seu amic i es va enfrontar amb el procònsol. La manca de disciplina de les tropes i les despeses extravagants que va produir el trasllat van provocar les queixes de Cató que va tornar a Roma per denunciar al senat la prodigalitat del general i va aconseguir que hi fos enviada una comissió de tribuns per investigar, però Escipió fou absolt. Tit Livi diu que en realitat les despeses excessives les havia fet Cató i per això va deixar el seu lloc abans d'hora, i la comissió fou creada a petició dels habitants de Locres, enfrontats a Plemini, llegat d'Escipió.

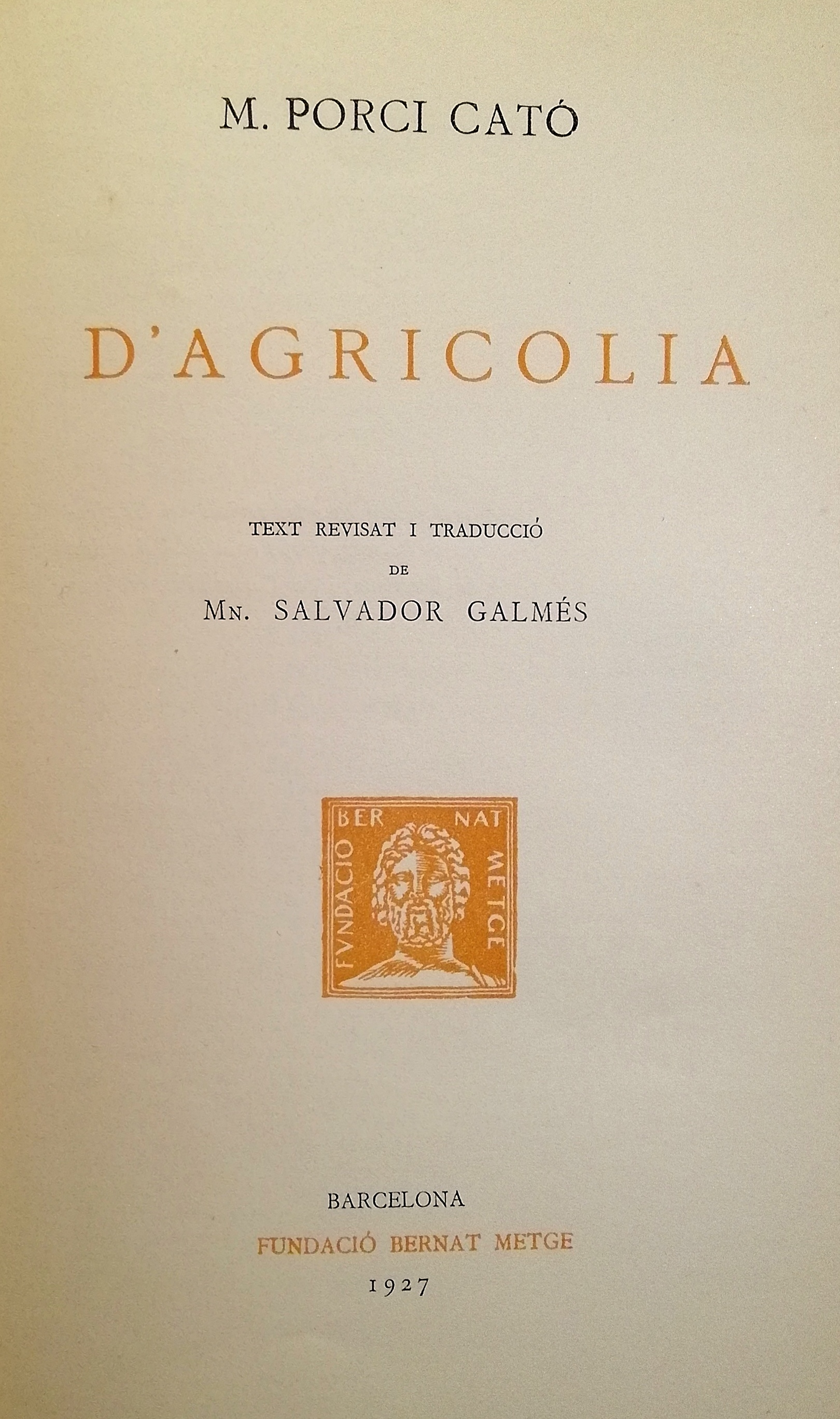
D'agricolia (De agri cultura) de Cató', traducció catalana publicada a Barcelona, en edició bilingüe llatí / català, per la Fundació Bernat Metge l'any 1927.

El 199 aC va ser elegit edil curul amb Gai Helvi, i va restaurar els Jocs Plebeus donant un banquet en honor de Júpiter; l'any següent el van destinar com a pretor de l'illa de Sardenya, amb el comandament de 3.000 soldats i 200 cavallers, on va consolidar la seva fama de tenacitat, de rectitud, d'honradesa, bona administració i austeritat, virtuts que el van ajudar a triomfar en la seva carrera diplomàtica i militar. A l'illa va disminuir les despeses públiques, viatjava amb només un ajudant i sense cap pompa, i la seva frugalitat era de comparar amb la magnificència anterior dels magistrats provincials; va administrar justícia amb imparcialitat i va seguir adequadament els ritus religiosos, i va limitar la usura expulsant als usurers (que abundaven força) de l'illa. Aureli Víctor diu que també va sufocar una revolta. Segurament a l'illa va conèixer al poeta Enni.
El 195 aC va ser designat cònsol (tenia entre 35 i 39 anys) junt amb el seu amic Luci Valeri Flac. El 215 aC s'havia aprovat una llei proposada pel tribú Gai Opi (les Oppia) per la qual les dones no podien posseir més de mitja unça d'or i no podien vestir de diferents colors, conduir carros de cavalls dins la ciutat (excepte per assistir a funcions religioses); això tenia la finalitat de contribuir a l'esforç de guerra que ja no era necessari i els tribuns Tit Fundani i Luci Valeri van proposar l'abolició de la llei però s'hi van oposar els seus col·legues, Marc Brut i Tit Brut. Les dones romanes van sortir al carrer en manifestació i van bloquejar l'accés al fòrum dels seus marits exigint l'abolició de la llei. Tots hi estaven conformes però Cató es va mostrar intransigent. Finalment els dos tribuns van retirar la seva oposició i la llei fou abolida. Això va afectar sens dubte la popularitat de Cató. L'any següent va anar com a procònsol a la Hispània Citerior.

## Participació en la conquesta d'Hispània

Primera divisió provincial d'Hispània.

Segons escriu Titus Livi, l'1 de març, el dia de la seva entrada en el càrrec, els cònsols Flac i Cató es dirigiren al senat en relació amb les províncies. Els senadors van ser de l'opinió que, "ja que la guerra prenia una expansió molt gran a Hispània, era necessari posseir un exèrcit consular. Aquell a qui li correspongués en sort Hispània conduiria dues legions i 15.000 aliats llatins, més 800 cavallers i 20 naus de guerra...". El sorteig donà Hispània a Cató.
Al cap de l'exèrcit més poderós que mai els romans havien enviat a Hispània, instal·là un campament militar a Empòrion, que fou l'embrió d'una nova ciutat, creada a principis del segle I aC, i reprimí amb gran duresa la rebel·lió dels pobles ibers després de la victòria a la batalla d'Empòrion, començant pels indigets que poblaven la zona. Quan va arribar a Empúries va trobar tota la província Citerior en rebel·lia, amb les forces romanes controlant només algunes ciutats fortificades. Cató va vèncer els rebels l'estiu d'aquell mateix any i va recobrar la província però sense aconseguir atraure's als indígenes ni als celtibers que actuaven com a mercenaris de qui requeria els seus serveis.
- Batalla d'Empòrion. 197 aC. Segons testimoni de Titus Livi, Cató el Censor, poc abans de la batalla, va convèncer els ambaixadors dels ilergetes amb l'estratagema de fer coure pa a un terç de les tropes romanes per carregar-lo en els vaixells i embarcar una part dels soldats al cap de tres dies. Els ambaixadors marxaren convençuts de rebre l'ajut dels romans i Cató feu desembarcar les tropes promeses.[1][2]

En aquesta campanya va mostrar el seu geni militar i la seva vida de frugalitat; va compartir les feines amb els soldats i el seu menjar; supervisà personalment totes les operacions i preparatius. L'èxit que va tenir fou absolut i les batalles amb els pobles de la província foren victorioses una rere l'altra; va aconseguir enfrontar a les tribus entre elles i reclutar mercenaris entre els celtibers. Titus Livi dona un relat complet de la campanya. Va sotmetre totes les terres entre l'Ebre i els Pirineus i feta la pau va incrementar la recaptació a la província pels treballs realitzats i per l'explotació de mines.
Triomfant, Cató va poder ajudar al pretor Manlius de la Hispània Ulterior que també tenia dificultats. Però la submissió dels indígenes només fou aparent, i en saber la sortida de Cató, es va produir una nova revolta dels pobles de l'Ebre. La seva intervenció va ser ràpida i efectiva. Segons explica Polibi, en el seu llibre XIX, un cop vençuts, Cató va ordenar que fossin enderrocats els murs de les ciutats a l'altra banda del riu Ebre, n'hi havia moltes, i en elles hi vivia una gran quantitat d'homes bel·licosos. L'ordre es va complir i executar només en un dia. Tots els indígenes de la província van ser desarmats i Cató va vendre els captius com a esclaus.
El senat li va acordar un agraïment de tres dies. El 194 aC va tornar a Roma i va rebre els honors del triomf i es va mostrar liberal amb els seus soldats. Aquell any era cònsol Publi Corneli Escipió Africà, el seu vell enemic. Escipió volia la província de Cató i no la va obtenir segons Corneli Nepot, però sí segons Plutarc que diu que com que no va aconseguir del senat una condemna de l'administració de Cató va romandre inactiu a la província, però probablement Plutarc es confon amb Escipió Nasica que el 194 aC va obtenir la província de la Hispània Ulterior. Segons Tit Livi la província Citerior va passar a Sext Digiti.
Plutarc diu que a la seva tornava va anar a Tràcia com a llegat de Tiberi Semproni Llong, però altre cop hi ha discrepàncies, ja que aquest sembla que governava la Gàl·lia Cisalpina. El 193 aC era a Roma i hi va consagrar el temple dedicat a Victòria Virgo, un temple que havia fet edificar dos anys abans.

## Tornada a Itàlia
El 191 aC va exercir com tribú militar (i com a cònsol a l'ombra) de Marc Acili Glabrió I a Grècia contra Antíoc III el Gran. Va lluitar a les Termòpiles durant la Guerra Romano-Síria. Després d'un temps a Grècia va tornar a Roma enviat per Glabrió per anunciar el resultat de la campanya. Fou en aquesta campanya que fou comissionat a Corint, Patres i Ègion (que havien estat favorables a Antíoc) i va visitar Atenes.
El 190 aC es va oposar al triomf de Quint Minuci Terme (que fou l'antecessor de Cató en el govern de la Citerior) per les seves victòries sobre els lígurs i el va acusar d'exagerar batalles i baixes de l'enemic, i de matar injustament 10 decemvirs dels gals bois sense judici; Cató va aconseguir imposar el seu punt de vista.
Escipió fou cònsol el 190 aC i la província de Grècia li fou concedida pel senat. És dubtós que Cató lluités a Grècia al costat d'Escipió. El 189 aC el cònsol Marc Fulvi Nobilior va obtenir la província d'Etòlia i es va emportar a Cató on va fer de mediador segons el seu discurs conservat per Fest De suis virtutibus contra Thermum. Al seu retorn, Terme, que era tribú (189 aC), el va acusar per la seva actuació a Etòlia, però va morir en combat el 188 aC i sembla que l'acusació no va tirar endavant.
El 189 aC Luci Valeri Flac i Cató van aspirar al càrrec de censor; també es va presentar el seu antic amic Marc Acili Glabrió que va subornar els conductors dels comicis, però fou acusat d'usar els tresors d'Antíoc III el Gran per aquesta finalitat i es va haver de retirar. Cató va dir que havia vist vaixells plens d'or i plata entre el botí no els havia vist després a la parada del triomf. Tot i així ni Cató ni Flac foren elegits i finalment ho foren Tit Quinti Flaminí i Marc Claudi Marcel.
El 187 aC Marc Fulvi Nobílior va tornar d'Etòlia i va demanar els honors del triomf i altre cop Cató s'hi va oposar i va al·legar la manca de disciplina i l'amistat de Nobilior amb el poeta Enni (cosa contrària als principis republicans), però Nobilior va obtenir el que demanava.
Escipió Africà fou acusat de rebre diners d'Antíoc dels quals no donava comptes a l'estat i sembla que Cató fou instigador de l'acusació. Finalment alguns foren acusats però Escipió mateix se'n va sortir (185 aC).
Cató fou altre cop candidat a censor amb Flac i altres sis candidats i finalment els dos foren elegits (184 aC). Va ser una censura memorable, va reparar les conduccions d'aigua, va pavimentar carrers, va drenar les clavegueres, va impedir les connexions il·legals a l'aigua publica per usar en jardins, va incrementar les rentes que pagaven els publicans per les terres públiques i va abaixar els preus dels contractes que concertava i pagava l'estat. Va dictar també normes contra el luxe, erecció d'estàtues, cerimònies indecents, ornament de mansions i altres. A Manli, un home de rang pretorià, el va degradar per haver fet un petó a la seva dona en presència de la filla. A Luci Nasica el va degradar per una broma. A alguns senadors els va privar del seu cavall per diverses causes. A Lluci Valeri Flac, el va proposar com a senador en lloc del cruel Lluci Quint. La censura es va caracteritzar per un fustigament constant al luxe i a les influències desmoralitzadores hel·lèniques, i una constant vocació hereditària a l'austeritat, l'honradesa, la feina, i les antigues virtuts romanes.
Després de la censura fou perseguit per alguns tribuns i finalment va haver de pagar una multa de 2 talents o 12.000 as, única ocasió en què fou condemnat després d'estar acusat en la seva vida un mínim de 44 vegades.
El 181 va demanar l'aprovació de la Lex Orchia per limitar el nombre de convidats a un banquet. El 169 aC (o abans) va donar suport a la Lex Voconia, que limitaven l'acumulació de riquesa en mans d'una dona. El 171 aC va acusar els governador de la Hispània Citerior i Ulterior de forçar els provincials a pagar els tributs en diners en lloc de gra, i després comprar el gra a preu reduït; els acusats Marc Matiè i Publi Furi Filó van evitar la condemna amb un exili voluntari.
Va defensar l'illa de Rodes que era acusada d'afavorir Antíoc III el Gran. El 167 aC, 1.000 homes denunciats com enemics de Roma per la Lliga aquea, entre ells l'historiador Polibi, foren enviats a Roma com a ostatges i mantinguts en exili. Després de 16 anys Cató i Escipió Africà el jove van aconseguir que es dictés el final de la situació (152 aC).
El 157 aC va ser designat mediador romà entre el rei númida Masinissa I i Cartago. Veient que Cartago desestimava repetidament totes les seves propostes, va quedar convençut que tornaria a ser aviat una gran potència.
El 151 aC encara fou acusat per Gai Cassi d'uns crims dels quals no es coneix la naturalesa i es va defensar ell mateix, amb 81 anys.
El 150 aC encara va instigar la Tercera Guerra Púnica i després d'algun temps i de diversos fets va començar una sèrie de discursos en què sempre acabava "jo voto per la destrucció de Cartago", o com diu Flor amb la famosa frase Delenda est Carthago ('Cartago ha de ser destruïda') o Ceterum censeo Carthaginem esse delendam és a dir '...i a més d'això, crec que Cartago ha de ser destruïda'; mentre Escipió deia «deixem estar Cartago».
El 149 aC encara va dirigir l'acusació contra Sulpici Galba que havia matat soldats lusitans després que s'havien rendit i n'havia venut altres com esclaus (un dels quals es va escapar fou Viriat). Galba va justificar-se dient que els lusitans s'havien rendit com a part d'un pla per atacar de sobte i fou absolt.

## Consideracions generals
En la seva vida privada sembla haver estat avar, cruel, especialment amb els esclaus, i faldiller; va acabar practicant moltes de les coses que criticava, com la bona taula i l'abundància de vi. La conducta de Cató amb els seus esclaus fou un exemple d'intolerància i mal cor i fou un especulador amb ells, als quals a més de maltractar sovint o condemnar a mort, els explotava com a lluitadors o sexualment.

## Família
Cató es va casar dues vegades: primer a Licínia amb la qual va tenir un fill, Marc Porci Cató Licinià, jurista. Després de la mort de la dona va viure amb una dona esclava de la casa familiar (tot i la seva reputació, Cató donava poca importància a la castedat) i quan fou descobert pel seu fill, i a precs seus, es va casar altra vegada amb una jove filla del seu client Marc Salonià, de nom Salonina, amb la qual va tenir un fill als 80 anys, Marc Porci Cató Salonià, que fou l'avi de Cató d'Utica.

## Obra literària

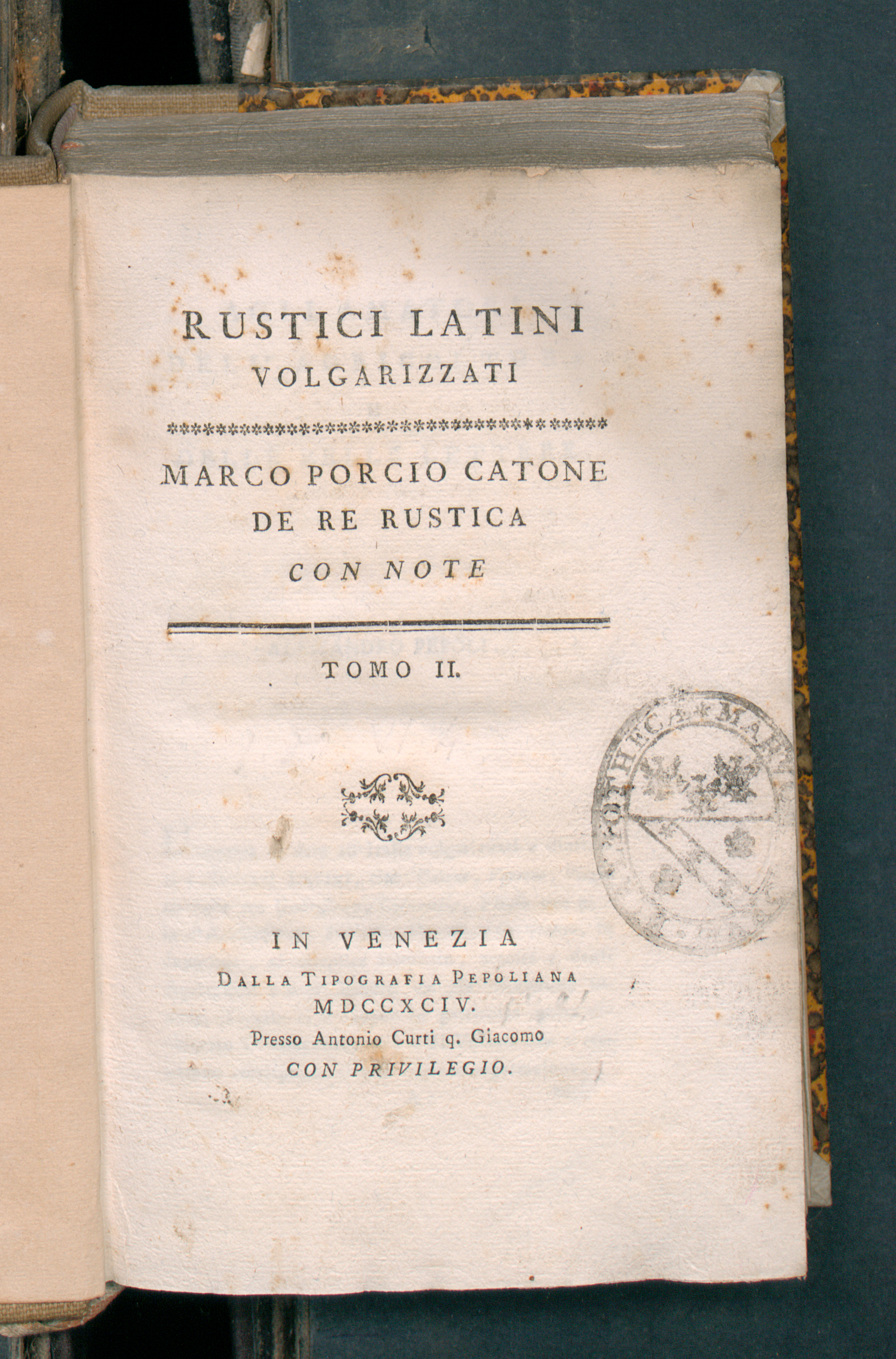
De re rustica, 1794. Traducció italiana.

Cató, a més de polític i militar, fou també un autor significatiu en llatí. De fet, és considerat el primer escriptor rellevant en prosa llatina i, per la seva obra historiogràfica, que és la primera sobre Itàlia escrita en llatí, també el pare de la historiografia llatina. També és el primer que posa els seus discursos per escrit, probablement per a fer-los servir com a models de contingut o de forma. Sobre ell s'ha arribat a dir que, si no fos per l'impacte de la seva obra, no s'hauria desenvolupat mai una prosa en llengua pròpia, i el grec s'hauria acabat imposant com a la llengua literària de Roma. Dels primers autors de la literatura llatina, també és dels pocs que té el llatí com a llengua materna.
Malgrat que fou un bon coneixedor de la cultura i literatura gregues, que tenen una influència manifesta en la seva obra, es va mostrar sempre com un defensor a ultrança de la moralitat tradicional romana en oposició als nous corrents hel·lenitzants de l'època. La seva obra literària és l'expressió natural de la seva personalitat extraordinària, dels seus ideals de "vell romà" i de la seva voluntat d'irrompre i progressar entre la jerarquia política de la República, a desgrat del seu origen familiar plebeu i aliè als cercles de poder. No és possible, per tot plegat, desvincular l'obra de Cató de la seva activitat com a advocat i polític, ni tampoc del concepte romà que l'orador no només ha de demostrar intel·ligència, sinó també una actitud moral exemplar. Per als romans, en general, l'actitud didàctica és connatural al caràcter romà, i així és com interpreta també Cató la seva activitat literària: com un deure en la transmissió del coneixement i l'ensenyament moral.
Pel que fa a l'estil i la llengua, Cató fa servir un gran ventall de nivells lingüístics en funció de l'obra, i es caracteritza generalment per la tècnica retòrica, la concisió, la brevetat expressiva, la juxtaposició i la meticulositat en l'aportació de dades (a voltes confirmades sorprenentment per les excavacions).
Algunes de les seves obres serien:
- De agricultura (Sobre l'agricultura): constitueix un tractat sobre economia rural, en què Cató aconsella sobre una economia agrícola nova, més científica i productiva. La primera part, ben estructurada, tracta sobre la compra, administració i rendibilització del terreny. La segona part, més desgavellada, comprèn dades diverses. També conté receptes i consells de tota mena, mitjançant un estil concís i sec, semblant als textos jurídics o els poemes gnòmics grecs.

- Origines (Orígens):[9] obra que comprèn la història de Roma i d'altres ciutats itàliques, des dels mites fundacionals (Eneas) fins a l'any de la mort de Cató, passant per les Guerres púniques, en què l'autor va prendre part. Aquesta obra està perduda en la major part, però en conservem fragments rellevants, gràcies sobretot a les citacions que en van fer autors llatins posteriors. Originàriament, segons explica Nepot, consistia en set llibres, el primer dels quals tractaria sobre els primers reis de Roma, mentre que el segon i el tercer relatarien els orígens de diverses ciutats itàliques; d'aquí vindria, per tant, el títol de tota l'obra. Els altres quatre llibres narrarien esdeveniments posteriors i contemporanis de l'autor, com les guerres i el creixement de Roma com a potència militar. Sobre aquesta obra, també és important la llengua i el tema: quan els seus contemporanis escrivien en grec, Cató va ser el primer a fer servir el llatí per a escriure sobre història en prosa de manera reeixida. Fins al moment, les obres de Nevi i Enni ja tractaven la història de Roma, però ho feien en vers, mentre que Quint Fabi Píctor i Luci Cinci Aliment havien escrit en prosa sobre història, però ho havien fet en grec. L'obra de Cató, tanmateix, no només és original per la llengua i l'estil, sinó també per la seva visió sobre la història: el mateix autor manifesta la seva intenció de no reproduir una tradició anterior i, en aquest sentit, per exemple, de no referir els eclipsis i el preu del gra, com feien els pontífexs als Annals. D'altra banda, Cató situa en una posició central, no pas una ciutat o unes personalitats concretes, sinó una pluralitat, afirmant ja una consciència popular i política romana. Aquesta obra contindria molts dels discursos que Cató va escriure per a diferents causes.

A banda d'aquestes dues obres, l'obra de Cató sembla haver estat ingent pel que fa a discursos i escrits. Segons Ciceró, va escriure més de 150 escrits i discursos sobre temes diversos, dels quals conservem 80 de manera fragmentària. Entre aquests fragments i els esments que fan diversos autors sobre obres seves avui totalment desaparegudes, s'atribueixen a Cató els escrits següents:
- Carmen de moribus (Cant dels costums): Recull de sentències morals que, malgrat el títol, no eren pas en vers, sinó en una prosa rítmica. Cal entendre que, enfront de les noves tendències hel·lenitzants patrocinades pel cercle poderós dels Escipions, Cató reivindica els vells costums romans procedents del món agrícola, i ho fa també a través d'aquest recull de preceptes morals. L'obra està perduda, però en conservem tres fragments que cita Aulus Gel·li en les Nits Àtiques.

- Contra l'abrogació de la Lex Oppia: Cató va escriure i va advocar per a mantenir la Lex Oppia en contra dels partidaris de la seva derogació, i aquest discurs formaria part d'aquesta activitat política de l'autor. La Lex Oppia fou la primera d'una successió de lleis sumptuàries i estava destinada a limitar la possessió i ostentació pública de riquesa, sobretot joies i vestits, per part de les dones. Va estar en vigor del 215 al 195 aC, i Cató va tenir un paper actiu en la defensa de la llei, per tal com pretenia mantenir l'austeritat i honorabilitat de la dona tradicional romana en contra de la riquesa sobrevinguda i els nous costums hel·lenitzants que havien arribat a Roma amb les guerres. Només coneixem la llei, de manera indirecta, gràcies a la paràfrasi que en fa Tit Livi.

- De re militari (Sobre l'art militar): tractat perdut sobre la guerra i els principis militars, comparable al De agricultura. Només en conservem algunes citacions en obres posteriors.

- De lege ad pontifices auguresque spectanti (Sobre la llei que tracta els pontífexs i els àugurs): com indica el títol, el text tractaria sobre les lleis que regeixen els pontífexs i els àugurs.

- Praecepta ad filium (Instruccions al fill): consisteix en un escrit destinat a l'educació del fill. En contra del nou costum de deixar l'educació dels fills en mans d'esclaus grecs, Cató defensa en aquesta obra assumir l'educació dels fills com una responsabilitat pròpia, a fi de poder transmetre'ls correctament els valors tradicionals romans i evitar-ne la corrupció per idees estrangeres. En aquesta obra, Cató s'adreça al seu fill Marc i li dona consells sobre diversos aspectes de la vida. També refereix els coneixements necessaris sobre dret, retòrica, medicina i agricultura que, a criteri de l'autor, hauria de rebre tot ciutadà romà en la seva etapa de formació, fonamentats sempre en els costums tradicionals romans. Segons una citació de Plini el Vell, és especialment cèlebre l'advertiment que li al seu fill respecte als grecs, a qui considera menyspreables i perillosos, prohibint-li fins i tot que mai sigui atès pels seus metges.

- Historia Romana litteris magnis conscripta (Història romana composta en grans lletres): consisteix en una història de Roma amb què Cató, suposadament, va ensenyar a llegir al seu fill.

- Apophthegmata: recull de sentències gracioses de contingut moral. Ciceró atribueix a Cató haver fet aquesta obra.[10]

## Llegat literari i pervivència
Al segle I dC, tot i la coincidència de la ideologia de Cató amb la política renovadora d'August, la seva obra va ser cada cop més menystinguda, però va ser recuperada posteriorment amb les tendències arcaïtzants del segle ii. A partir del segle iv és quan l'obra de Cató comença a perdre’s, de manera que, en gran part, se'n mantindrà només un coneixement indirecte.
Ciceró va elogiar l'obra de Cató, al qual va definir com el més gran orador romà. La seva biografia fou escrita per Nepot, Plutarc i Aureli Víctor, i també en tenim referències per part de Tit Livi. Cató és el primer romà de què tenim prou testimonis biogràfics escrits com per a fer-nos una idea sobre la seva vida.
L'obra i la personalitat de Cató constitueixen un matís imprescindible per a entendre el procés d'hel·lenització de Roma; amb Cató es posen les bases d'una nova literatura llatina que ja és en llengua llatina (ja no en grec), que adopta i adapta els models grecs (en retòrica, historiografia, i en el fet mateix de compondre llibres), però que paradoxalment ho fa establint una distància envers els grecs (i fins i tot hostilitat, en el cas particular de Cató), de manera que els nous models literaris romans, si bé copiats, traspuaran un estil, moral i imaginari genuïnament romans, i respondran a idees romanes sobre el coneixement i la literatura. Només des d'aquesta perspectiva pot entendre's el llegat de Cató, que és el d'una literatura orientada a finalitats pràctiques i concretes i d'una obra literària com a realització d'una personalitat.
El llegat de Cató serà recollit per autors posteriors, que el tindran com a model literari i personal. Fins a tal punt Cató encarnarà la figura del romà tradicional, bon orador, virtuós i savi, defensor de la moral i l'austeritat tradicionals, que acabarà esdevenint una figura icònica en l'imaginari romà i europeu fins als nostres dies.